# Míchel Salgado
Miguel Ángel Salgado Fernández (* 22. října 1975, As Neves, Španělsko) je bývalý španělský fotbalový obránce, který naposledy hrál za anglický klub Blackburn Rovers. Je známý svou bojovností a útočnou hrou.

## Kariéra
Jeho kariéra odstartovala v roce 1994 ve španělském klubu Celta Vigo, kterému pomohl probojovat se do nejvyšší španělské soutěže. V roce 1999 podepsal Salgado smlouvu s Realem Madrid za 6 milionů eur. Salgado pomohl Realu k vítězství v Lize mistrů v letech 2000 a 2002.
V době svého působení v Madridu nejčastěji hrál po boku David Beckhama, který jako pravý záložník plnil svou úlohu před Salgadem.
Se španělským národním týmem se probojoval na mistrovství světa ve fotbale v letech 2002 i 2006, zahrál si i na EURU 2004 v Portugalsku.

## Ocenění a trofeje
- La Liga 2000/2001, 2002/2003 – 1. místo
- Liga mistrů 2000, 2002 – 1. místo
- Interkontinentální pohár 2002 – 1. místo